# Agnsjön (Södra Säms socken, Västergötland)
Agnsjön är en sjö i Ulricehamns kommun i Västergötland och ingår i Ätrans huvudavrinningsområde.